# Paco Camino
Pour les articles homonymes, voir Camino.
Francisco Camino Sánchez, dit Paco Camino, né le 14 décembre 1940 à Camas (province de Séville, Espagne) et mort le 29 juillet 2024, est un matador espagnol.

## Présentation
Au cours d’une longue carrière, Paco Camino obtint tous les succès que peut obtenir un matador, tant en Espagne et en France qu’en Amérique latine.
Il a été en permanence dans les premiers postes de l’escalafón. Durant les années 1960, alors que des matadors tels que « El Cordobés » ou « Palomo Linares » triomphaient avec leur toreo spectaculaire, jugé de mauvais goût par les puristes, mais apprécié des publics peu connaisseurs, surtout attirés par l’aspect festif de la corrida, Paco Camino, tout comme « El Viti », Diego Puerta ou Jaime Ostos, a su être apprécié, non seulement des puristes, mais aussi du grand public, grâce à son toreo élégant basé sur une technique parfaite, une grande connaissance du taureau et de sa lidia, l’exécution impeccable de l’estocade et des passes changées de la droite (les trincheras).
En 2004, il reçoit la Médaille d'or du mérite des beaux-arts par le ministère de l'Éducation, de la Culture et des Sports.

### Carrière
- Débuts en public : Cumbres Mayores (province de Huelva, Espagne) en 1954
- Débuts en novillada avec picadors : Saragosse (Espagne) le 7 septembre 1958 aux côtés de José Julio et « Chiquito de Aragón ». Novillos de la ganadería de Escudero Muriel
- Alternative : Valence (Espagne) le 17 avril 1960. Parrain, Jaime Ostos ; témoin, Juan García « Mondeño ». Taureaux de la ganadería de Antonio et Carlos Urquijo de Federico.
- Confirmation d’alternative à Madrid : 12 octobre 1961. Parrain, Julio Aparicio ; témoin, José María Clavel. Taureaux de la ganadería de Antonio Pérez de San Fernando.
- Premier de l’escalafón en 1963 et 1966.
- Interruption de sa carrière en 1973[4].
- Après une absence de 7 années des arènes, il revient en 1980. Aux arènes d'Aranjuez, il est gravement encorné trois fois par le taureau : 1 fois à l'abdomen, 1 fois à la cuisse, puis en tentant de s'échapper, il est de nouveau encorné à la poitrine et jusqu'au cou[4]. Soigné à la clinique de Loreto par le professeur Garcia de la Torre, il demeure plusieurs semaines entre la vie et la mort[4].